# Давиташвили, Абрам Михайлович
Абрам Михайлович Давиташвили (1909 год — неизвестно, Грузинская ССР) — заведующий отделом сельского хозяйства Гурджаанского района, Грузинская ССР. Герой Социалистического Труда (1949).

## Биография
Родился в 1909 году на территории современной Грузии. По окончании сельскохозяйственного института работал на различных административных и хозяйственных должностях в сельском хозяйстве в Гурджаанском районе Грузинской ССР. В послевоенное время — заведующий отделом сельского хозяйства Гурджаанского райисполкома.
В 1948 году своей деятельностью обеспечил перевыполнение в целом по району планового сбора винограда на 19 %. Указом Президиума Верховного Совета СССР от 9 августа 1949 года удостоен звания Героя Социалистического Труда за «получение высоких урожаев винограда в 1948 году» с вручением ордена Ленина и золотой медали «Серп и Молот» (№ 4347).
Этим же указом званием Героя Социалистического Труда были награждены руководители Гурджаанского района первый секретарь райкома партии Иван Алексеевич Пеикришвили, председатель Гурджаанского райисполкома Адам Исакович Чигилашвили и главный районный агроном Михаил Георгиевич Арчевнишвили.
За выдающиеся трудовые достижения по итогам работы в 1949 году награждён вторым Орденом Ленина.
Дальнейшая судьба не известна.
Награды
- Герой Социалистического Труда
- Орден Ленина — дважды (1949; 25.12.1950)